# T Normae
T Normae är en pulserande variabel av Mira Ceti-typ (M) i stjärnbilden Vinkelhaken. 
Stjärnan varierar mellan visuell magnitud +6,2 och 13,6 med en period av 244 dygn.